# رسی‌کیمود
رسی‌کیمود (انگلیسی: Resiquimod) یک داروی تعدیل‌کنندهٔ ایمنی است که خواص ضدویروس و ضد تومور هم دارد.

## موارد مصرف
این دارو به‌صورت یک ژل موضعی در درمان برخی بیماری‌های پوستی همچون ضایعاتی که توسط ویروس هرپس سیمپلکس ایجاد می‌شوند، در درمان «لنفوم سلول‌های تی جلدی» و همچنین به‌عنوان یک ادجوان (یاری‌گر) برای افزایش تأثیرگذاری واکسن بکار می‌رود.

## مکانیسم عمل
رسی‌کیمود آگونیست TLR7 و TLR8 و همچنین افزایش‌دهندهٔ تعداد گیرنده‌های فاکتور رشد اپیوئیدی است.

## مجوزها
در ۲۸ آوریل ۲۰۱۶ میلادی، کمیسیون اروپا به این دارو جهت درمان «لنفوم سلول تی» مجوز داد.